# لیندا نایلند
لینده نایلند (به هلندی: Linde Nijland) خواننده و ترانه‌سرای هلندی، بیش از ۱۵ سال سابقه اجرا دارد. وی که فعالیت حرفه‌ای خود را با تأسیس گروه دونفره مشهور هلندی «ایختراسیل» به همراه «آنِماریکه کوئندرز» آغاز کرد بعدها به عنوان خوانندهٔ سولو کار خود را ادامه داد.
لینده پس از انتشار آلبوم «لینده نایلند، سندی دنی می‌خواند» که به یاد خوانندهٔ مورد علاقه اش، سندی دنی، ضبط شده بود به شهرت فراوانی رسید. جو بوید تهیه کنندهٔ پینک فلوید، نیک دریک و فِیرپورت کانوِنشن دربارهٔ این آلبوم چنین می‌گوید:
لینده نایلند به موسیقی سندی دنی احترامی بخشیده که لایقش بوده‌است و آلبومی تازه و دوست داشتنی خلق کرده که نشان از صدای زیبا و نیز سلیقهٔ خوبش می‌باشد.
در ژوئیه سال ۲۰۰۹ لینده نایلند به دعوت جو بوید، در کنسرت گروه مشهور «فیرپورت کانونشن» با نام «تمام ستارگان فیرپورت کانونشن» در «باربیکن هال لندن» همراه با اسطورهٔ موسیقی ی فولک، ریچارد تامپسون به اجرا پرداخت.
لینده تا به حال ۹ آلبوم و ۲ فیلم منتشر کرده؛ که یکی از آلبوم‌ها با نام «ترانه‌های ویزمن» به زبان هلندی منتشر شده‌است. او با صدای کریستالی خود و اجراهای بی نظیرش در سراسر اروپا تور برگزار می‌کند. در سال ۲۰۰۸ به همراه همسرش، برت ریدرباس که خود نوازنده‌ای چیره‌دست و از اعضای اصلی بند لینده محسوب می‌شود سفری زمینی به مقصد بوتان آغاز کردند تا متفاوت‌ترین آلبوم شان را تولید کنند.
این سفر زمینی که از مبدأ هلند به مقصد بوتان آغاز شد بعدها در کنار آلبوم جدید با نام «سفر موسیقایی» در قالب فیلمی مستند منتشر شد. لینده و برت طی این سفر زمینی از کشورهایی چون صربستان، ترکیه، ایران، پاکستان و هندوستان نیز گذشتند و در هریک از کشورها با موسیقیدانانشان به اجرای قطعات سنتی آن کشور پرداختند. آلبوم و فیلم مستند «سفر موسیقایی» در سال ۲۰۱۱ منتشر شد.
نماهنگ مسافر از این آلبوم توسط سام چگینی، در قالب انیمیشن دو بعدی در سال ۲۰۱۲ تولید شد و موفق به دریافت جوایزی از جشنواره‌های بین‌المللی فیلم در کشورهایی از جمله کانادا (حلقه فیلم سلطنتی) و ایالات متحده آمریکا شد.
در سال ۲۰۱۴، دهمین آلبوم لینده نایلند با نام «اینجا هستم» روانه بازار شد. این آلبوم شامل قطعات اورجینال زیادی نوشته شخص نایلند و همچنین تعداد کمی قطعه سنتی و بازخوانی شده از آثار دیگران است و از جمله این قطعات می‌شود به Ocean Gypsy اثر گروه انگلیسی Renaissance اشاره کرد.

## آلبوم‌ها
- ایخراسل - ایخراسل ۱۹۹۵
- قطعات - ایخراسل ۱۹۹۶
- ویزمن - ۱۹۹۹
- به خیلی جاها سر می‌زنیم - ایخراسل ۲۰۰۰
- زیباترین روزها زیر تاریک‌ترین آسمان‌ها - ایخراسل ۲۰۰۲
- لیندا نایلند سندی دنی می‌خواند - ۲۰۰۳
- طلوع آسان - ایخراسل ۲۰۰۵
- کنسرت در جشنوارهٔ فولک وودز - ایخراسل ۲۰۰۷
- عید پاک - سی کاهن - خوانندهٔ مهمان در ترانهٔ «کودک بی مادر» ۲۰۰۷
- سفر موسیقایی/در راه بوتان - لیندا نایلند و برت ریدربوس (به همراه موسیقیدانان مهمان از کشورهای صربستان، ایران، هندوستان و بوتان) ۲۰۱۱[۲]
- اینجا هستم - ۲۰۱۴